# Maxstoke Castle
Maxstoke Castle er en privatejet middelalderborg med voldgrav, der ligger nord for Maxstoke i Warwickshire, England.
Den blev bygget af Sir William de Clinton, 1. jart af Huntingdon i 1345 med et rektangulært grundplan og oktagonale tårne i hvert hjørne, en portbygning mod øst og en beboelseslænge mod vest. Clinton døde i 1354, mens hans enke, Juliana Leybourne, brugte tid på Maxstoke selv efter hendes næste ægteskab.
Bygningen er klassificeret som både Scheduled Ancient Monument og listed building af første grad.